# Electronic Entertainment Expo 2011

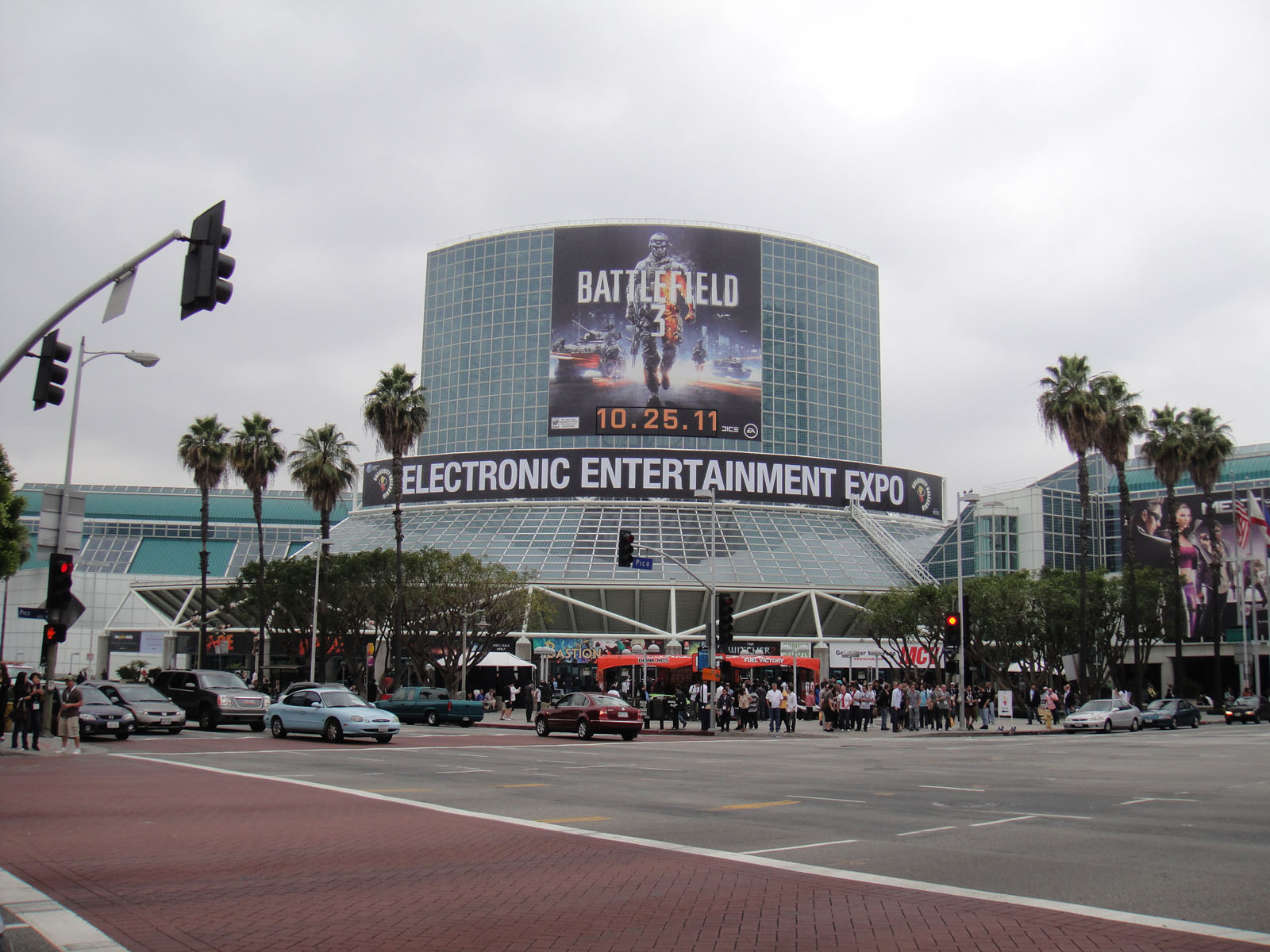
El Centro de Convenciones de Los Ángeles, con la imagen del a portada del videojuego Battlefield 3 en la fachada principal.

La Electronic Entertainment Expo 2011, o simplemente E3 2011, fue la decimoséptima edición de la Electronic Entertainment Expo, una exposición anual de videojuegos presentada por la Entertainment Software Association (ESA) usada por muchas empresas para presentar sus videojuegos y/o hardware. El evento se llevó a cabo del 7 al 9 de junio de 2011, en el Centro de Convenciones de Los Ángeles.

## Juegos destacados en el E3
Esta es una lista de los videojuegos destacados que aparecieron en el E3 2011:
| 2K Games - BioShock Infinite (PC, PS3, Xbox 360) - Duke Nukem Forever (PC, PS3, Xbox 360) - The Darkness II (PC, PS3, Xbox 360) - XCOM (PC, Xbox 360) Activision - Call of Duty: Modern Warfare 3 (PC, PS3, Xbox 360) - Prototype 2 (PC, PS3, Xbox 360) - Skylanders: Spyro's Adventure (PS3, Wii, 3DS, Xbox 360) - Spider-Man: Edge of Time (PS3, Wii, Xbox 360) - X-Men: Destiny (PS3, Xbox 360) Atlus - Catherine (PS3) Bethesda - Prey 2 (PC, PS3, Xbox 360) - Rage (PC, PS3, Xbox 360) - The Elder Scrolls V: Skyrim (PC, PS3, Xbox 360) Capcom - Asura's Wrath (PS3, Xbox 360) - DmC: Devil May Cry (PS3, Xbox 360) - Mega Man Legends 3 (3DS) - Resident Evil: Operation Raccoon City (PC, PS3, Xbox 360) - Resident Evil: Revelations (3DS) - Resident Evil: The Mercenaries 3D (3DS) - Street Fighter X Tekken ( PS3, Xbox 360, PSVITA) Deep Silver - Dead Island (PC, PS3, Xbox 360) - Risen 2 (PC, PS3, Xbox 360) Electronic Arts - Battlefield 3 (PC, PS3, Xbox 360) - FIFA 12 (PC, PS3, PSVITA, Wii, N3DS, Xbox 360) - Kingdoms of Amalur: Reckoning (PC, PS3, Xbox 360) - Madden NFL 12 - Mass Effect 3 (PC, PS3, Xbox 360) - Need for Speed: The Run (3DS, PC, PS3, Wii, Xbox 360) - Overstrike (PS3, Xbox 360) - Shadows of the Damned (PS3, Xbox 360) - SSX (PS3, Xbox 360) - Star Wars: The Old Republic (PC) | Konami - Metal Gear Solid HD Collection (PS3, Xbox 360) - Metal Gear Solid 3: Snake Eater 3D (3DS) - Pro Evolution Soccer 2012 (PC, PS2, PSP, PS3, Wii ,N3DS , Xbox 360,) - Silent Hill: Book of Memories (NGP) - Silent Hill: Downpour (PS3, Xbox 360) - Silent Hill Collection (PS3, Xbox 360) - Zone of the Enders Collection (PS3, Xbox 360) Microsoft - Forza Motorsport 4 (Xbox 360) - Gears of War 3 (Xbox 360) - Halo 4 (Xbox 360) - Halo: Combat Evolved Anniversary (Xbox 360) Namco Bandai - Dark Souls (PS3, Xbox 360) - Soulcalibur V (PS3, Xbox 360) - Tekken X Street Fighter (PS3, Xbox 360) Natsume - Rune Factory: Tides of Destiny (PS3, Wii) Nintendo - Animal Crossing 3DS (3DS) - Kid Icarus: Uprising (3DS) - Mario Kart 7 (3DS) - Paper Mario (3DS) - Everyone's Rhythm Paradise (Wii) - Star Fox 64 3D (3DS) - Super Mario 3D Land (3DS) - The Legend of Zelda: Ocarina of Time 3D (3DS) - The Legend of Zelda: Skyward Sword (Wii) - Wii U games (Wii U) - Pikmin 3 (Wii U) Sega - Aliens: Colonial Marines (PC, PS3, Xbox 360, Wii U) - Anarchy Reigns (PS3, Xbox 360) - Binary Domain (PS3, Xbox 360) - Sonic Generations (PS3, Xbox 360, 3DS) | Sony - Journey (PS3) - Ratchet & Clank: All 4 One (PS3) - Resistance 3 (PS3) - Twisted Metal (PS3) - Starhawk (PS3) - Uncharted: El abismo de oro (PSVITA) - Uncharted 3: Drake's Deception (PS3) Square Enix - Deus Ex: Human Revolution (PC, PS3, Xbox 360) - Dungeon Siege III (PC, PS3, Xbox 360) - Final Fantasy XIII-2 (PS3, Xbox 360) - Hitman: Absolution (PC, PS3, Xbox 360) - Kingdom Hearts 3D: Dream Drop Distance (3DS) - Tomb Raider (PC, PS3, Xbox 360) THQ - Devil's Third (Xbox 360, PS3) - Saints Row: The Third (Xbox 360, PS3, PC) - WWE '12 (PS3, Xbox 360, Wii) - UFC Undisputed 3 (PS3, Xbox 360) Tecmo Koei - Ninja Gaiden III (PS3, Xbox 360) Ubisoft - Assassin's Creed: Revelations (PC, PS3, Xbox 360) - Call of Juarez: The Cartel (PC, PS3, Xbox 360) - Driver: San Francisco (PC, PS3, Xbox 360) - Just Dance 3 (Wii) - From Dust (PC, PS3, Xbox 360) - Rayman Origins (PC, PS3, Wii, Xbox 360, N3DS) - Rocksmith (PC, PS3, Xbox 360) - Tom Clancy's Ghost Recon: Future Soldier (DS, PC, PS3, Xbox 360) - TrackMania 2 (PC) Warner Bros. - Bastion (PC, Xbox 360) - Batman: Arkham City (PC, PS3, Xbox 360) - The Lord of the Rings: War in the North (PC, PS3, Xbox 360) |

## Conferencias de prensa
Konami llevó a cabo su propia conferencia de prensa el 2 de junio de 2011, antes de comenzar a exhibir sus productos en el E3. Se incluyeron eventos en vivo desde ciudades como Los Ángeles, San Francisco, Toronto, Sao Paulo y Ciudad de México.
La conferencia de prensa de Microsoft ocurrió el 6 de junio de 2011 (un día antes del E3). El evento de Sony también se haría un día antes del E3. Microsoft se concentró en el Xbox 360, en lo que llamó "Xbox 360 E311 Media Briefing". Durante la conferencia de prensa de Microsoft se mostró Call of Duty: Modern Warfare 3.
La conferencia de Sony fue el 6 de junio de 2011, un día antes del E3. La conferencia estuvo centrada en la próxima consola portátil de la compañía, la PS Vita y la PlayStation 3
Nintendo hizo su conferencia el 7 de junio de 2011, en el teatro Nokia. Nintendo reveló su próxima consola doméstica, llamada Wii U, que espera lanzar en el 2012. En el evento había consolas jugables disponibles para los presentes.